# Cantone di Condom
Il Cantone di Condom era una divisione amministrativa dell'arrondissement di Condom.
A seguito della riforma approvata con decreto del 26 febbraio 2014, che ha avuto attuazione dopo le elezioni dipartimentali del 2015, è stato soppresso.

## Composizione
Comprendeva i comuni di:
- Beaumont
- Béraut
- Blaziert
- Cassaigne
- Castelnau-sur-l'Auvignon
- Caussens
- Condom
- Gazaupouy
- Larressingle
- Ligardes
- Mansencôme
- Mouchan
- La Romieu